# 19 a.C.
19 a.C. foi um ano comum do século I a.C. que durou 365 dias. De acordo com o Calendário Juliano, o ano teve início e terminou a uma quarta-feira. a sua letra dominical foi E.
| Ano completo                        |
| ----------------------------------- |
| Ano comum com início à quarta-feira |

## Eventos
- Caio Sêncio Saturnino e Quinto Lucrécio Vespilão, cônsules romanos.[1]
- Fim das Guerras Cantábricas no contexto da Invasão romana da Península Ibérica.
- Virgílio termina sua obra Eneida.